# ام مویلات جنوبی
ام مویلات جنوبی (به عربی: أم مویلات جنوبیة) یک روستا در سوریه است که در ناحیه سنجار واقع شده‌است. ام مویلات جنوبی ۱٬۰۵۲ نفر جمعیت دارد.